# Mohanpur (Bangladesh)
Mohanpur è un sottodistretto (upazila) del Bangladesh situato nel distretto di Rajshahi, divisione di Rajshahi. Si estende su una superficie di 162,65 km² e conta una popolazione di 170.021  abitanti (censimento 2011).